# Fa Ngum
Somdetch Brhat-Anya Fa Ladhuraniya Sri Sadhana Kanayudha Maharaja Brhat Rajadharana Sri Chudhana Negara, mer känd som Fa Ngum, född 1316 i Muang Sua, död 1393 i Nan, etablerade det laotiska kungadömet Lan Xang år 1354 och introducerade theravadabuddhism i landet.